# Egor Krid
Egor Kreed (nume real: Egor Nikolaevici Bulatkin; n. 25 iunie 1994, Penza, Rusia) este un rapper rus. 

## Biografie
Egor Bulatkin s-a născut la 25 iunie 1994 în orașul Penza din Rusia. Din copilărie visa să devină muzician.

## Discografie

### Albumul "Holosteak"
Lista pieselor
1. Самая самая (Samaia samaia)
2. Закрой глаза (Zakroi glaza)
3. Запомни и запиши (Zapomni i zapishi)
4. Надо ли (Nado li)
5. Ревность (Revnost')
6. Не мы (Ne my)
7. Только ты, только я (Tol'ko ty, tol'ko ya)
8. Ей наплевать (Ey naplevat')
9. Невеста (Nevesta)
10. Не вынести (Ne vynesti)
11. Тишина (Tishina)
12. Мы просто любили так (My prosto liubili tak)
13. Берегу (Beregu)
14. Папина дочка (Papina docika)
15. Холостяк (Holosteak)
16. Будильник (Budil'nik)

## Legături externe
- https://www.facebook.com/egorkreed
- https://twitter.com/egorkreed
- Official channel on YouTube